# Sole Buntego

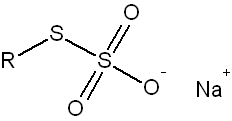
Wzór ogólny sodowych soli Buntego

Sole Buntego – organiczne związki chemiczne, tioestry alkilowe lub arylowe kwasu tiosiarkowego (tiosiarczany S-alkilowe lub S-arylowe) o wzorze ogólnym RSS(=O)2O− M+ (gdzie R – alkil bądź aryl, M+ – kation metalu). Odkrywcą tych związków był niemiecki chemik Hans Bunte (1848–1925).

## Otrzymywanie
Alkilowe sole Buntego otrzymać można w reakcji halogenków alkilowych z tiosiarczanem sodu, np:

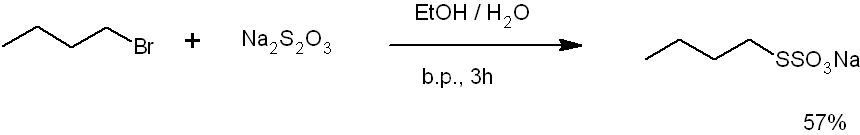
Synteza S-butylotiosiarczanu sodu

W nielicznych przypadkach sole Buntego otrzymać można również w reakcji chlorków kwasów arylosulfenowych z siarczynem sodu:

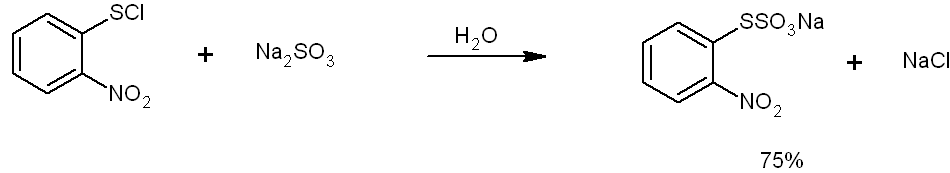

## Właściwości
Wodne roztwory tych związków są nietrwałe. W środowisku kwaśnym hydrolizują one do tioli:

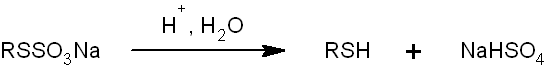
Hydroliza soli Buntego

W środowisku zasadowym oraz w reakcji z zakwaszonym 30% wodnym roztworem nadtlenku wodoru (H2O2) alkilowe sole Buntego tworzą disiarczki alkilowe:

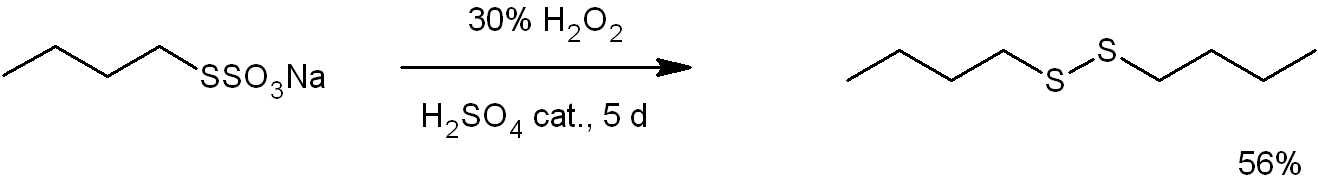
Synteza disiarczku dibutylu

Sole Buntego w reakcji z aldehydami w środowisku kwaśnym tworzą ditioacetale. Reakcja ta polega na kwasowej hydrolizie soli Buntego do odpowiedniego tiolu, który następnie reaguje z obecnym w układzie aldehydem:

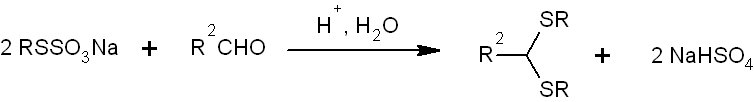
Reakcja soli Buntego z aldehydami w środowisku kwaśnym